# أرت ويلر
أرت ويلر (بالإنجليزية: Art Wheeler)‏ هو لاعب كرة قدم أمريكية أمريكي، ولد في 12 مايو 1872 في فيلادلفيا في الولايات المتحدة، وتوفي في 20 ديسمبر 1917.